# All That Matters (canção)
"All That Matters" é uma canção do artista musical canadense Justin Bieber, gravada para seu segundo álbum de compilação Journals. O seu lançamento como segundo single do disco ocorreu digitalmente em 14 de outubro de 2013, através das gravadoras Island, RBMG e Schoolboy. A canção foi composta e produzida por Jason "Poo Bear" Boyd, com auxílio na composição de Bieber, Andre Harris e Donovan Knight, e na produção de D.K. the Punisher. Desenvolvida enquanto o cantor estava na estrada a meio dos concertos da Believe Tour, o conteúdo lírico retrata o amor e a perda da pessoa amada.

## Vídeo musical
O vídeo que acompanha "All That Matters" foi dirigido por Colin Tilley e estreou em 2 de dezembro de 2013. A modelo Cailin Russo estrelou o vídeo. Em uma entrevista em 2013, Bieber confirmou que ele escreveu a faixa quando ele estava em um "momento feliz" no relacionamento com Selena Gomez, até que eles se separaram no início de 2013.[carece de fontes?]

## Apresentações ao vivo
Bieber apresentou oficialmente a canção com Ariana Grande na The Honeymoon Tour. Bieber mais tarde cantou a música no Wango Tango de 2015.

## Desempenho nas tabelas musicais

### Posições
| Posições (2013)                                | Melhor posição |
| ---------------------------------------------- | -------------- |
| O campo songid é OBRIGATÓRIO PARA PARADA ALEMÃ | 46             |
| Austrália (ARIA)                               | 41             |
| Áustria (Ö3 Austria Top 75)                    | 34             |
| Bélgica (Ultratop 50 de Flandres)              | 19             |
| Bélgica (Ultratop 50 da Valônia)               | 28             |
| Canadá (Canadian Hot 100)                      | 14             |
| Dinamarca (Hitlisten)                          | 1              |
| França (SNEP)                                  | 40             |
| Itália (FIMI)                                  | 19             |
| Países Baixos (Single Top 100)                 | 11             |
| Nova Zelândia (Recorded Music NZ)              | 37             |
| Noruega (VG-lista)                             | 14             |
| Espanha (PROMUSICAE)                           | 16             |
| Suíça (Schweizer Hitparade)                    | 17             |
| Reino Unido (UK Singles Chart)                 | 20             |
| Estados Unidos (Billboard Hot 100)             | 24             |